# Uroš Marović
Uroš Marović, (Belgrado, 4 de julio de 1946-Belgrado, 23 de enero de 2014), jugador internacional yugoslavo de waterpolo. Participó en los Juegos Olímpicos de México 1968 donde consiguió con sus compañeros el oro olímpico. Con la selección, jugó 203 partidos entre 1967 y 1976, donde marcó 198 goles.